# アメリカ連合国の国旗
アメリカ南部諸州が建国したアメリカ連合国の国旗や軍旗には以下のようなものがある。南北戦争終結以後、これらの旗が公に使われることはないが、南部の住民の中には自分達の歴史のシンボルとしてこれらの旗、特に有名な南軍旗やレベル・フラッグを使い続ける者もいる。
南軍旗はサウスカロライナ州の州議会議事堂に2000年まで翻っていた。またかつてはミシシッピ州およびジョージア州の州旗にも含まれていた。一方、アフリカ系アメリカ人や南部以外の住民の中には、これらの旗を奴隷制や有色人種差別を正当化する人々のシンボルとして忌避する者も多い。

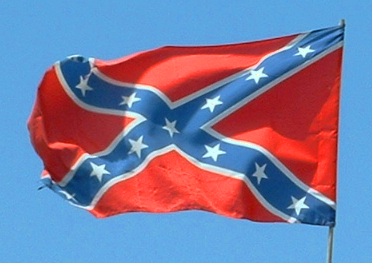
翻るレベル・フラッグ（南部海軍旗）。南部人の誇りと抵抗の象徴とも、また南部の人種差別と白人至上主義の象徴ともみなされている

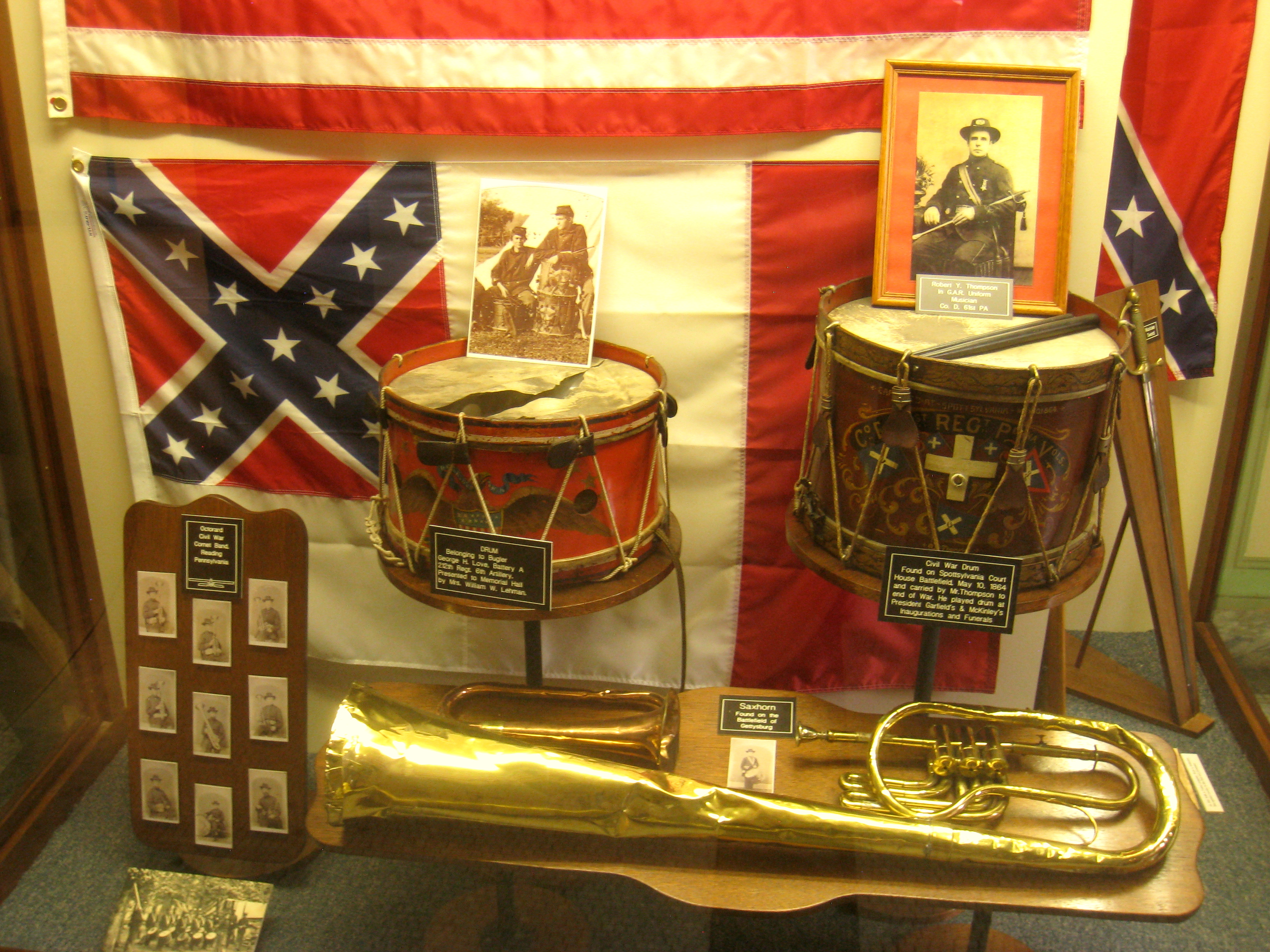
南部の国旗と南軍兵の記念品（ピッツバーグにあるアメリカの兵士・水兵の記念館「ソルジャーズ & セーラーズ・メモリアル・ホール & ミュージアム」の展示品）

## 国旗

### 最初の国旗『Stars and Bars』

スターズ・アンド・バーズ

最初のアメリカ連合国の旗は1861年3月5日から1863年5月まで使われ、『スターズ・アンド・バーズ』と呼ばれていた。縦横比は3:5。7つの星は連邦を離脱した7つの州、サウスカロライナ州、ミシシッピ州、フロリダ州、アラバマ州、ジョージア州、ルイジアナ州、テキサス州をあらわす。この旗をデザインしたのはアラバマ州に住むプロイセン王国出身のドイツ系移民ニコラ・マーシャルで、そのデザインにはマーシャルになじみのあったオーストリア帝国の国旗が影響を与えている。マーシャルは連合国軍の軍服のデザインも行っている。
連合国臨時議会が最初に手掛けた法案の中に、国旗・国章委員会の設置があった。サウスカロライナ州のウィリアム・ポーチャー・マイルズが議長を務める委員会では、マイルズ自身も国旗案（後に南部海軍旗となる、赤字に青のX型十字の案）を抱えて臨んだが、委員会に寄せられた公衆からの声の中では、「独立戦争で掲げた古くからの合衆国旗を捨てないでくれ」という訴えが圧倒的に多かった。このため、マイルズの案よりもマーシャルの案の方が星条旗に似ているとして人気が高く、委員会もこれを国旗とすることになった。
ただしこの旗は、戦場の混乱の中では、北部（アメリカ合衆国）の『スターズ・アンド・ストライプス（星条旗）』と見分けがつかなくなる重大な欠点があった。さらに、州の権利や奴隷制などを巡って北部と対立したはずの南部の旗が、結局北部の旗とそっくりなものになったことについて、「敵とそっくりな旗では戦えない、この旗は我々の心に響かない」という反対意見が制定直後から噴出していた。円形に並ぶ星の数は南部連合に加入する州が増えるたびに増え、1861年11月には13個(ただし、ミズーリ州とケンタッキー州は州内に連合国支持層があったのみで加盟や実効支配に至らず)に増えている。

#### 最初の国旗制定時に提案された旗

後に南部海軍旗のもととなる、ウィリアム・ポーチャー・マイルズの案
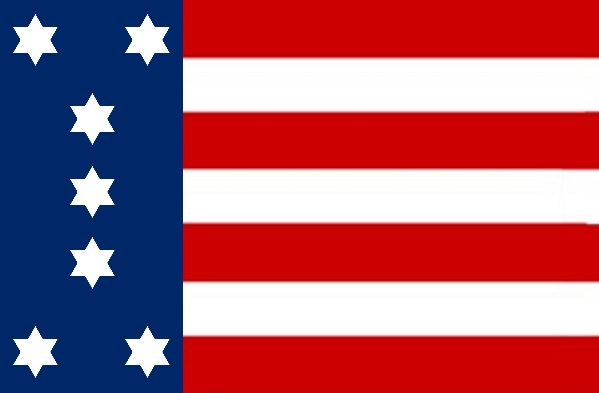
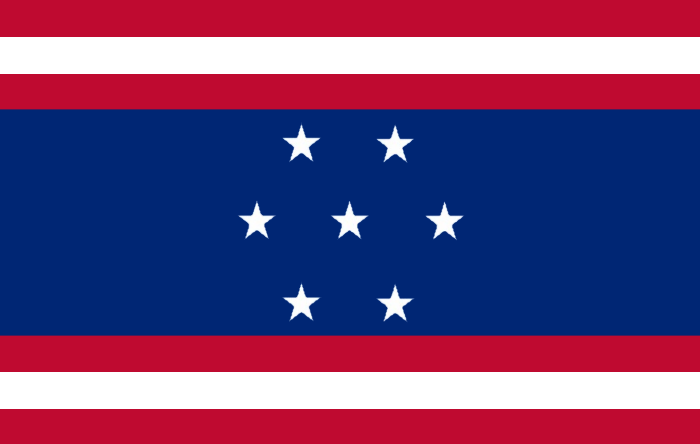
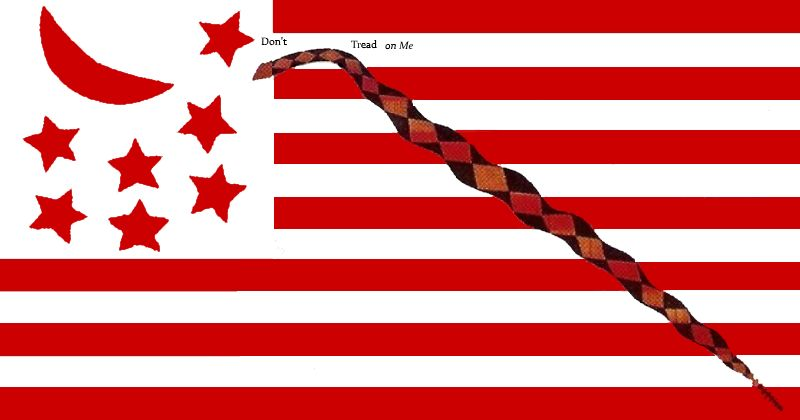
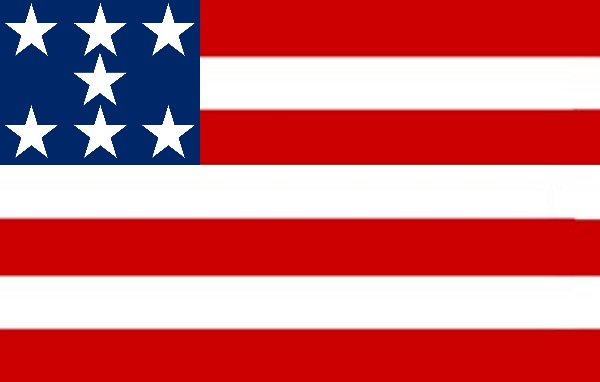
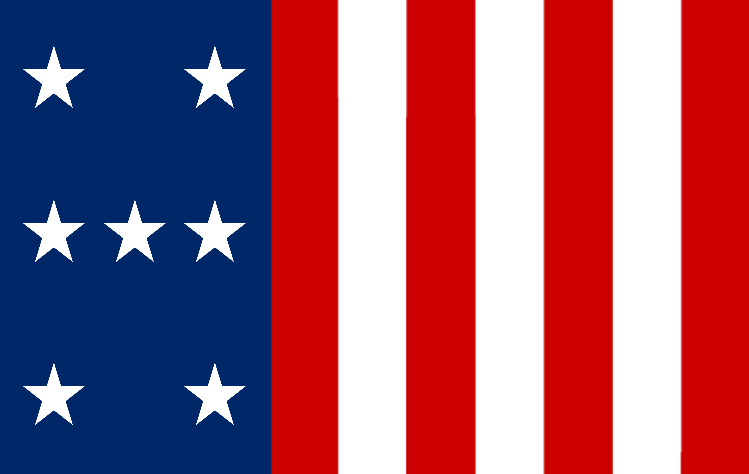
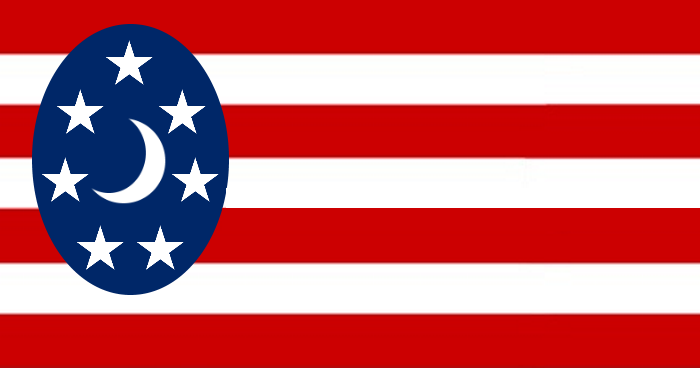
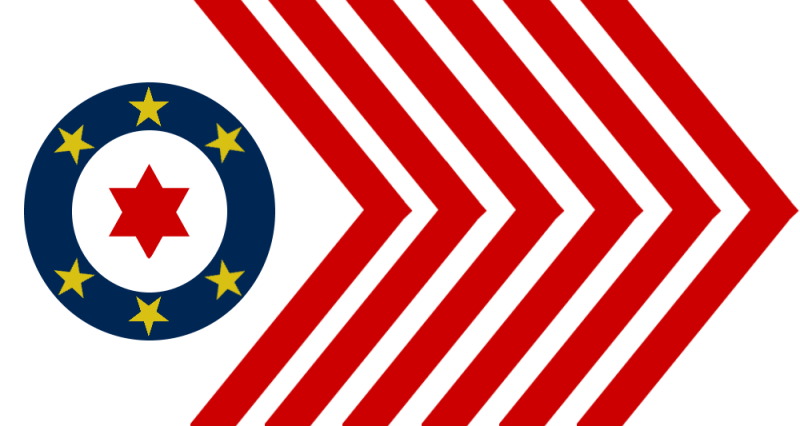
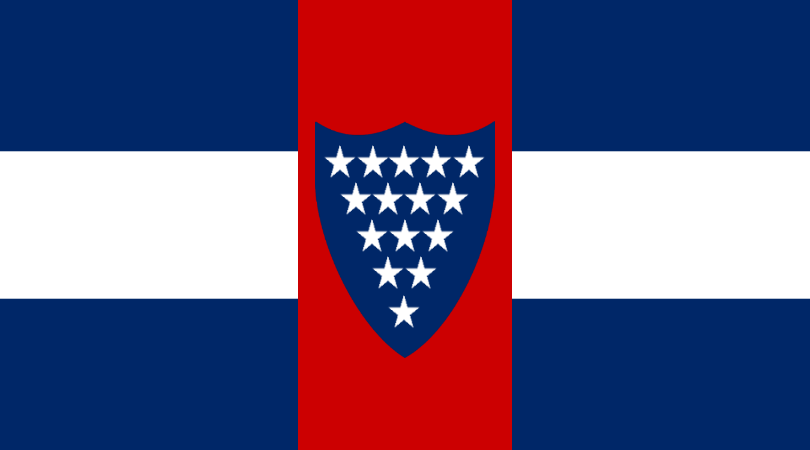
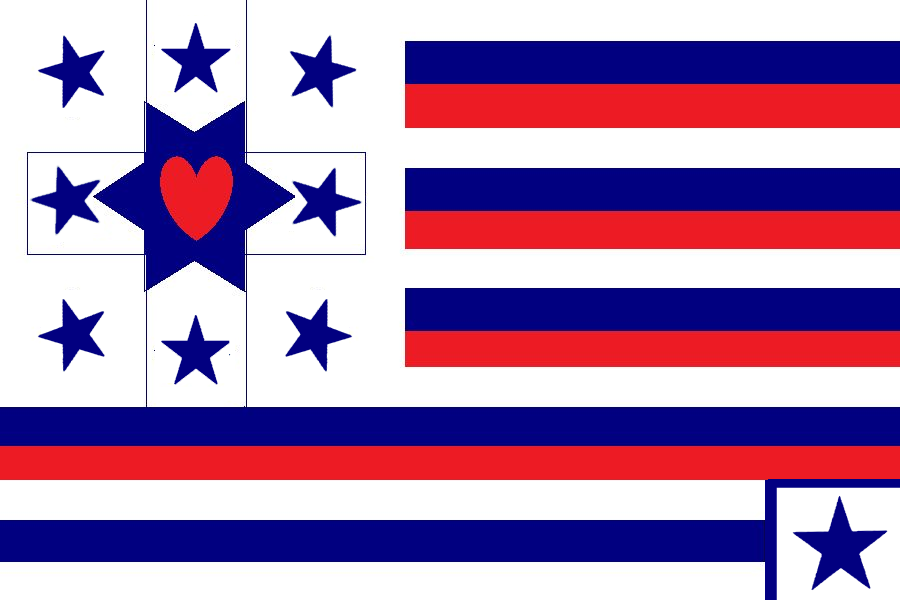
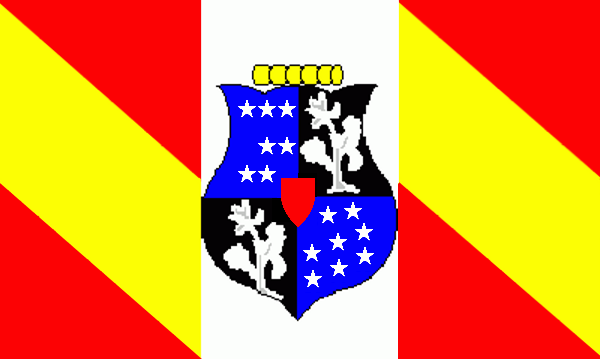

### 二番目の国旗『Stainless Banner』

ステインレス・バナー

連合国は星条旗との混同を避けるため、1863年5月1日より、国旗を『ステインレス・バナー』（染みのない旗）と呼ばれる旗に変更した。縦横比は1:2。明らかな変更点は、カントン（旗の左上4分の1の部分）に南軍旗（後述）のデザインを持って来て連合国旗であることを強調したことである。新たな国旗の制定に当たり、ほとんどの案が、当時よく知られ人気もあった南軍旗をあしらっていた。この中から、ジョージア州サバンナの新聞編集者で作家だったウィリアム・T・トンプソンの案が選ばれた。
「ステインレス」（染みのない、潔白の）というニックネームは、旗の大半を占める白い地に由来する。後の国旗法ではこの白い地に対して特に意味を説明しなかったため様々な解釈が生まれ、「南部人の一点の汚れも無い美徳と誇り、北部の圧制と侵略に対する独立への闘志」を意味するともされている。しかしトンプソンの最初の意図は、白は白人の白であり、「神が定めた、有色人に対する白人の優位を守るために戦う人民にとって、白い旗こそが戦う理由をもっともよく象徴してくれる」というものだった。
議会で、この白い部分を赤で縁取るのがいいか、青い線を入れるのがいいかという議論が出た際、トンプソンは、白地に何かを足すことはデザインの意図に妥協を加えるものであり反対すると述べている。ウィリアム・ポーチャー・マイルズも、国旗は派手で分かりやすい方がいいので南軍旗のデザインは入れるべきであろうが、同時に国旗は可能な限り簡明であるべきであるとして、トンプソンの白い旗の案を支持した。自分の案が国旗に選ばれると、トンプソンは自分の新聞で、「この旗は、我々の戦う理由である『優秀な人種と高度な文明が、無知や野蛮と戦う』ということをよく表している。同時に、今や悪名高いヤンキーの野蛮人の旗とまったく似ていないことも利点である」と自賛する記事を掲載している。
この旗の初使用は、トマス・J「ストーンウォール」ジャクソン将軍の葬儀の際に棺を覆う旗だったために、「ストーンウォール・ジャクソンの旗」とも呼ばれる。
しかしこれにも欠点があった。戦場の泥で汚れやすいうえに、戦場に風が吹いていない場合、旗が垂れ下がると南軍旗部分が隠されて白い部分が多くなりすぎるこのデザインは、降伏の白旗とよく見間違えられたのである。当初は好意的に迎えられたこの国旗も、主に軍人たちから「白すぎる」という批判が上がるようになった。

#### 二回目の国旗制定時に提案された旗

1862年提案の旗
1863年提案の旗
1863年提案の旗

### 三番目の国旗『Blood Stained Banner』

三番目の国旗

三番目の国旗『ブラッド・ステインド・バナー』（血染めの旗）は1865年3月4日、連合国崩壊の寸前に制定されごく短期間使用された。付け加えられた赤い垂直の条は、旗がなびいていないときに白旗と間違われないためのものである。縦横比は3:4。この旗の提案者であるアーサー・L・ロジャース少佐は、二番目の国旗は戦場で危険であるとして、議会で国旗改定を訴えるロビー活動を行った。ロジャースは、垂直の条を赤くしたのは、「ヤンキーの旗」の青と似た部分を最大限減らすためであり、同時に南軍旗部分のX型十字（セント・アンドリューズ・クロス）はスコットランド国旗に、付け加わった赤い条はフランス国旗に由来し、それぞれ南部の人々の祖先の地を表すとしている。
アメリカ連合国議会が定めた1865年の国旗法によれば、「幅は長さの3分の2で、正方形のユニオン（南軍旗）を旗の幅の5分の3になるように配し、ユニオンの横の余った部分の長さを、ユニオンの下の余った部分の幅の2倍にするようにする。ユニオンは赤地に青のX型を配し白でふちどり、その上に連合国を構成する州の数を表す5つの先端のある星型を飾る。旗全体の地は白で、ユニオンの残りの長さの半分を幅いっぱいの赤に塗る」、とされている（連合についた州は11州だったが、ミズーリ州とケンタッキー州の反対党派が連合に合流したため、13州とされることもある。南軍旗の星の数は13である）。しかし国旗法の通過から、国旗の大量生産までの間に連合国は戦いに敗れて崩壊し、人々が三番目の国旗を目にすることはほとんどなかった。
|                                                          |                                                           |                                                              |
| ? 1861年3月4日–1861年5月21日 建国時の7州                 | ? 1861年5月21日–1861年7月2日 バージニア州、アーカンソー州 | ? 1861年7月2日–1861年11月28日 テネシー州、ノースカロライナ州 |
|                                                          |                                                           |                                                              |
| ? 1861年11月28日–1863年5月1日 ミズーリ州、ケンタッキー州 | ? 1863年5月1日–1865年3月4日                               | ? 1865年3月4日–1865年5月26日                                 |

## その他の旗

ボニー・ブルー・フラッグ

国旗のほかに、様々な旗が南北戦争中に使用された。有名なものでは、1810年にスペイン領フロリダの植民者が反乱し西フロリダ共和国を建国したときに作られた青地に白星の『ボニー・ブルー・フラッグ』が非公式の旗として、また南部の抵抗の象徴として南北戦争初期の1861年の数ヶ月間使われている。

### 南軍旗『Battle Flag』

バトル・フラッグ

アメリカ連合国陸軍の軍旗（南軍旗とも呼ばれる）『バトル・フラッグ』は正方形で、部隊によって様々なサイズのものがある。歩兵隊は48インチ角、 砲兵隊は36インチ角、騎兵隊は30インチ角である。この旗は1861年11月から降伏までの間、戦闘時に用いられた。南軍旗のX型十字の青は、海軍旗の明るい青とは違い、濃紺を使っている。最初の国旗であった『スターズ・アンド・バーズ』は、戦闘時の硝煙と土煙の中では星条旗と見分けがつかなかったため、友軍への誤射など深刻な軍事上の失敗を引き起こした。これを直すため、バージニア陸軍大将P・G・T・ボーリガード達はより良いデザインを探し、ボーリガードはウィリアム・ポーチャー・マイルズ（後述）のデザインを旗に採用した。マイルズの長方形のデザインは、戦場で巻いて持ち運びやすいように正方形に直された。この旗は、歴史家にはバージニア戦線で北部のポトマック軍と激戦を演じたロバート・E・リー大将率いる北バージニア軍の軍旗としてもよく知られている。

この旗はあまりにも有名となったため、1863年以降の二番目の国旗のデザインのもととなった。マイルズの長方形の旗よりも、この旗の正方形の方がより堂々として独特であるとして好む者も多い。

### 海軍旗、別名『レベル・フラッグ (Rebel Flag)』

レベル・フラッグ

レベル・フラッグ

アメリカ連合国海軍の旗はサザンクロスとも呼ばれ、南軍旗の長方形版であり、普通5フィート×3フィート（縦横比3:5）である。対角線を結ぶX字型の青は南軍旗よりも明るい青である。連合の海軍艦船に1863年から1865年までの間、翻っていた。なおこの旗は停泊中の艦首旗竿に掲揚される艦首旗（船首旗、jack）であり、停泊中および航海中の艦尾に掲揚される軍艦旗 (naval ensign) ではない。
デザインはもともとサウスカロライナ州の下院議員ウィリアム・ポーチャー・マイルズが、アメリカ連合国が最初の国旗を制定する際に提出した案だった。しかし連合政府はズボンつりのサスペンダーのようだとしてこれを採用しなかった。このデザインはその後、前述のとおりテネシー陸軍ほかいくつかの陸軍部隊が軍旗として利用し、やがて南軍の陸軍全体の旗のデザインに流用されることになる。長方形のオリジナルデザインはその後、海軍が1863年から使用することになった。

1861年から1863年までの海軍旗

時にこのX字型が聖アンデレ十字 (Saint Andrew's Cross) とみなされることがある。しかしマイルズの提案がこれについて何も語っていないため、聖アンデレ十字を南部に結びつける本来の意図があったのかどうかは不明である。聖アンデレ十字はスコットランドの国旗（青地に白十字）であり、ロシア海軍の軍艦旗（白地に青十字）でもある。聖アンデレはX字型の十字架にかけられて殉教した十二使徒の1人で、スコットランドとロシア双方の守護聖人でもある。中世の伝説では、そのX字型の十字架がスコットランドの海岸に打ち上げられたという。南北戦争時の南部白人の多くがイギリス出身であったが、19世紀にはその白人のうち4分の3がスコットランド人かアルスター・スコッツ（北アイルランドに移住したスコットランド人）の末裔だったという説もある。そこから、スコットランドのシンボルである聖アンデレ十字が南部のシンボルとしてよりよく受け入れられたという見方もある。
今日では、このデザインはアメリカ南部の最もよく知られたシンボルであり、南部では普通「レベル・フラッグ（抵抗の旗、反逆の旗）」「ディキシー・フラッグ」と呼ばれている。また、誤ってこれを「連合旗 (the Confederate Flag)」と呼ぶこともある。（Confederate Flag は、正確には上に示した三つの種類の国旗を指す。）

### 軍艦旗

軍艦旗

二番目の国旗『ステンレス・バナー』の制定を受けて、海軍長官スティーヴン・マロリーが連合国海軍の軍艦旗として、ステンレス・バナーの右側を切り詰めて縦横比を2:3とした旗を1863年5月26日に制定している。

## 南北戦争後

南軍旗を囲む元南軍兵士（ゲティスバーグにて、1913年）

南北戦争後の「復興（レコンストラクション）」の間、合衆国軍が進駐した南部諸州では、連合に関わる旗を公の場で掲示するのは違法であった。地方自治が再建されると、南部諸州ではジム・クロウ法が設定されて黒人の権利が奪われてゆくのと同時に、再び南軍旗などが掲げられるようになった。
19世紀末から1920年代にかけての南部顕彰の時代（memorial period）、南部旗 (Confederate flag) の人気は上昇し、「南部の失われた大義」を体現するものとして広く普及するようになった。19世紀末には「連合国軍退役軍人の息子たち」（SCV）や「連合国の娘たち連合」（UDC）のような、南北戦争退役兵の次世代による南軍顕彰のための団体が次々と結成され、「南部人は州の権利を守るために戦ったのであり奴隷制維持のために戦ったのではない」という「失われた大義」を宣伝した。退役兵の世代が次々と没してゆき南北戦争を知らない世代が人口のほとんどを占めるようになる1910年代に入ると、南軍顕彰団体の活動が激しくなった。これらの団体は、南軍兵を忘れないための記念碑や南軍指導者の銅像などを次々と南部の町に建設していったほか、当時の歴史教科書の南北戦争の記述が「北軍側に偏向しており、南部の子供たちに南軍は悪であるとの刷り込みを行っている」などと訴えて教科書への攻撃を行った。南軍兵士の顕彰のための退役兵パレードには南軍旗が大量に飾られたほか、1913年に開催されたゲティスバーグの戦い50周年の南北退役兵による現地集会（1913 Gettysburg reunion）は南軍旗が国民的行事に受け入れられたように見える転換点となった。1915年公開の大ヒット映画『國民の創生』も南軍旗を大きく取り扱っており、南軍旗を広めるうえで影響があった。
第二次世界大戦中、アメリカ軍の南部出身兵士からなるいくつかの部隊は南部旗を非公式のエンブレムとした。また南軍旗などを戦場に持ち込む兵士もあった。沖縄戦の後、首里城の上には海兵隊第5連隊A中隊（自称「レベル・カンパニー」）の兵士が掲げた南部旗が翻った。この旗は遠くからも見えたため、すぐさま引き降ろされて星条旗に代えられた。黒人兵士達が南部旗に対して不満を訴えることが増えた後、南部旗を使用した兵士は調査の対象になった。第二次大戦の終わりまでに軍内での南部旗使用は激減した。

## 論争

### 南部の旗を掲示すること

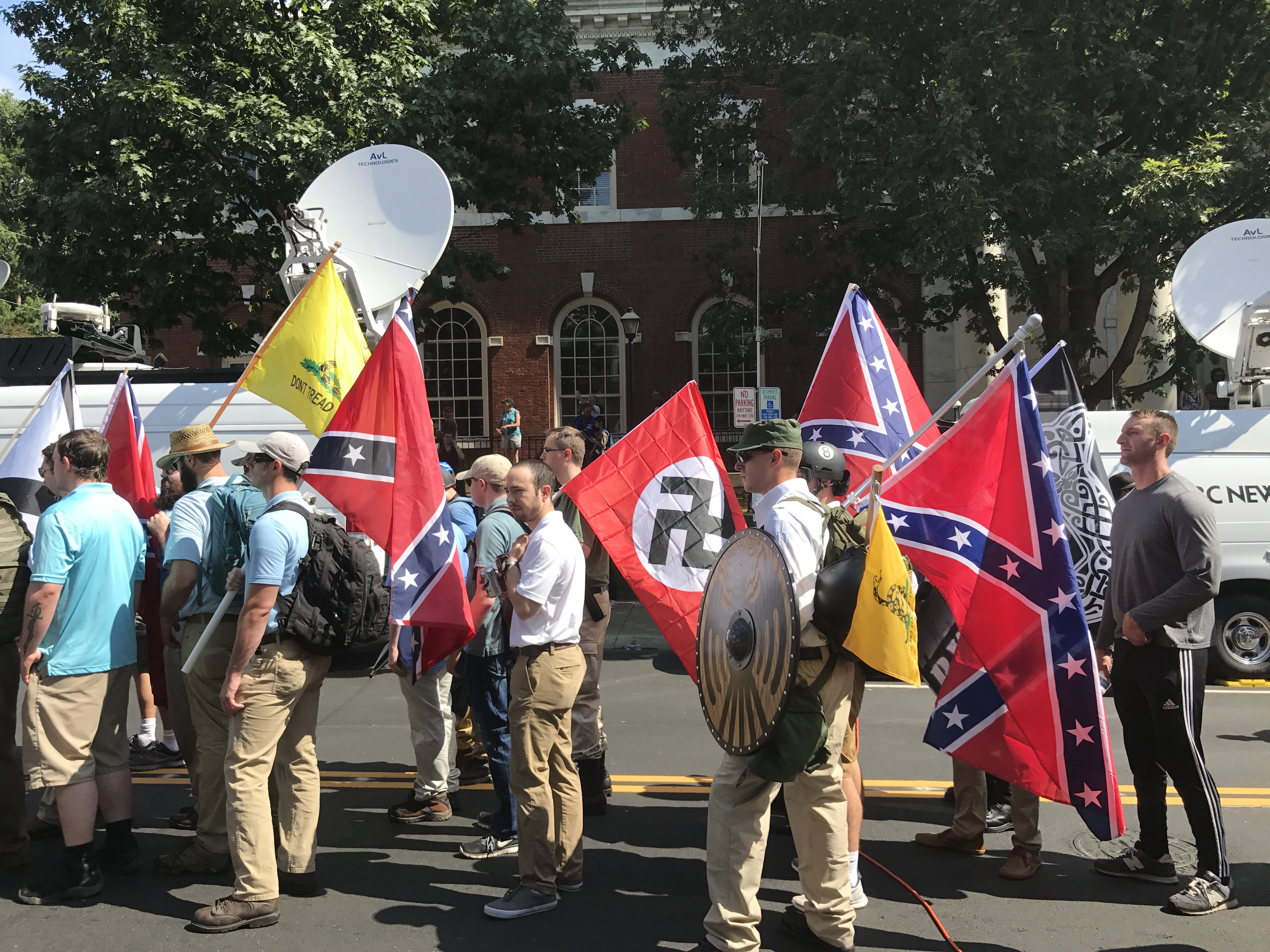
2017年にバージニア州シャーロッツビルで開催された極右集会「ユナイト・ザ・ライト・ラリー」。ハーケンクロイツ旗や南軍旗、ガズデン旗を掲げる参加者たち

「南部連合旗」や「南軍旗」（実際には、南部海軍旗であるレベル・フラッグ）は今でも広く認識されているシンボルである。しかし、この旗が実際何のシンボルであるかについては意見の一致が見られないため、この旗を掲示することは論議を起こし非常に感情的な問題となる。
合衆国南部の白人の多くにとっては、この旗は南軍兵士ら南部のために戦った祖先たちに敬意を表して掲げられる旗であり、単に地域の誇りであり歴史遺産にすぎない。あるいは古き良き南部、高潔で高貴な南部の象徴でもある（「南部の失われた大義」を参照）。しかしその他の人々にとっては、この旗は南部連合政府が守ろうとした奴隷制のシンボルであり、南部復興後の各州で制定され1世紀近くの間人種隔離を強制したジム・クロウ法のシンボルでもある。
南北戦争に関する歴史家で南部人のシェルビー・フートによれば、この旗は伝統的に、北部による政治支配に対する南部の抵抗を表現していた。それが1960年代の公民権運動の期間に、南部の抵抗意識が突如、北部のリベラルたちに抗して人種隔離を維持するという方向に向かってしまったため、南部の旗は人種問題の焦点となる旗に変わったという。人種隔離維持派がデモなどを行うときに高らかに南部連合旗を掲げて行進したりしてしまったためその映像を見た多くのアメリカ人にとってマイナス・イメージは決定的となってしまった。今でもクー・クラックス・クランなどの白人至上主義者団体が集会などに於いて南部連合旗を掲揚している場合があり、旗のイメージをさらに悪化させてしまっている。

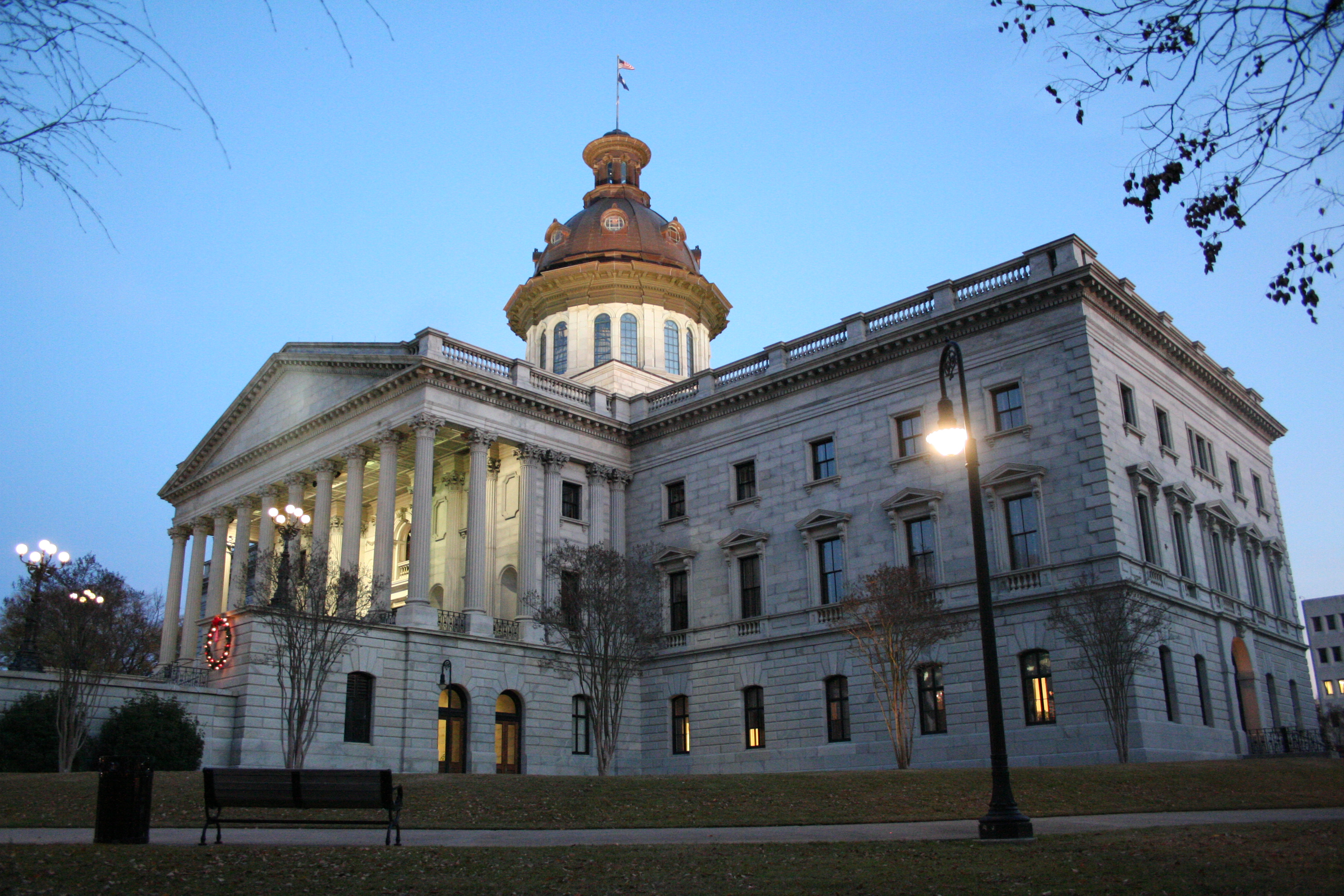
サウスカロライナ州会議事堂。ドーム上にはかつて南軍旗が翻っていたが、2000年より前庭に移され、2015年の乱射事件後に完全撤去された

2000年4月12日、サウスカロライナ州上院は、州議会議事堂のドームの上から南部連合の軍旗（バトル・フラッグ）を撤去するという法案を多数決で可決した。南軍旗は1962年から掲揚されていたが、ある地方紙の記事に拠れば、新しい法案は「より伝統的な型の軍旗を、州議会議事堂の前の戦死した南軍兵士をたたえる記念碑の隣に掲揚する」ことに特化した法案だったという。この法案が下院で審議に入ると、通過は困難に直面した。しかし法案が「新しい旗掲揚台の高さは30フィートにする」とやわらげられたあとの5月18日、法案は多数決で通過し、知事は5日後に署名し、7月1日、旗は議事堂上から撤去され議事堂前に移ったという。現在の州法は、追加の法案なくして議事堂前の地面から南軍旗を移動することを禁じている。南軍旗に反対する人が旗を撤去しようとする事件が数回起こった後、この旗は警官に警備されている。南軍旗は議事堂のドームの上にあったときよりも議事堂前の地面近くで翻っている今の方が、皮肉にも見えやすくなったという人もいた。

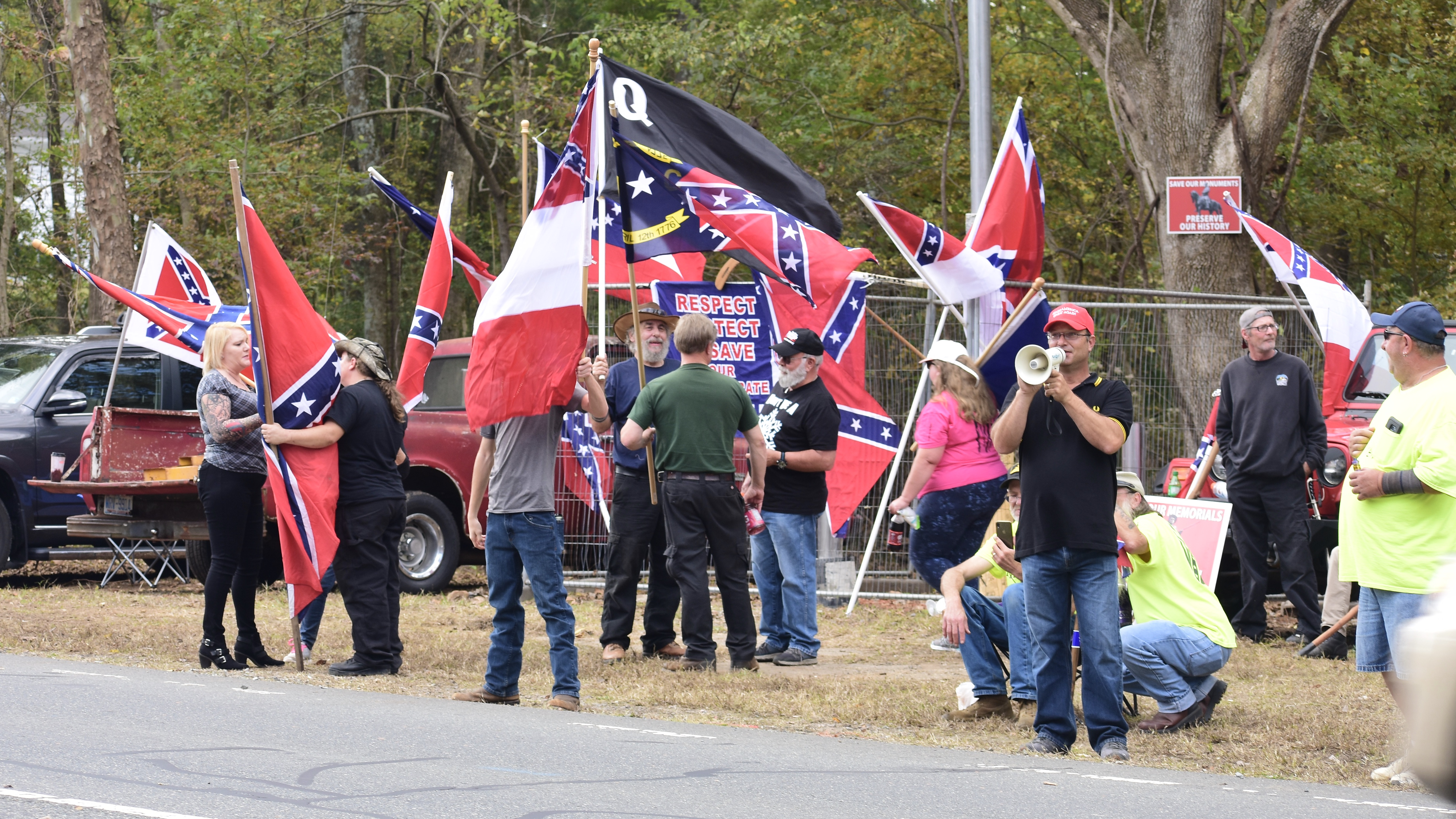
2019年にノースカロライナ州ピッツボロのネオ・コンフェデレート系のデモに参加する極右団体プラウド・ボーイズのメンバー

2015年6月17日、チャールストンのエマニュエル・アフリカン・メソジスト監督教会で、黒人信徒を狙ったショットガン乱射事件が発生した。ヘイトクライムとみられるこの事件で、犯人の白人青年は自らのウェブサイトで南軍旗とともに写っていた。南部連合旗を人種差別主義者が愛用していたことで、南部連合旗を巡る議論が全米で再燃し、サウスカロライナ州のニッキー・ヘイリー知事は22日に「この象徴物が私たちをこれ以上分断することを許さない」と述べて州議会に議事堂前の南軍旗の撤去を承認するように求めた。州議事堂前の旗は27日に活動家によって引きずりおろされたほか、24日にはアラバマ州が州議会議事堂前の南軍旗を撤去した。ウォルマートなど大手スーパーや、アマゾンなどネット上の通販サイトもこの流れで相次いで南軍旗の取り扱いを取りやめた。与野党の政治家たちも南軍旗に対する批判をネット上などで述べており、バラク・オバマ大統領も南軍旗について「抑圧と人種差別の過去を想起させる」と述べている。
7月9日未明、サウスカロライナ州議会で南軍旗を撤去する法律が94対20の賛成多数で可決され成立し、翌10日に撤去された。
2020年、黒人男性が警官に殺される事件をきっかけに広がったジョージ・フロイド抗議運動を受けて、南軍旗に対する撤去の動きはますます進んだ。アメリカ南部に起源を発するモータースポーツ統括団体のNASCARでは観客が南軍旗を持ち込むことが多かったが、1993年と2009年に「連合国軍退役軍人の息子たち」（SCV）がチームのスポンサーとなって車体に南軍旗をあしらおうとしたのを阻止しているほか、2015年のチャールストン乱射事件後は観客に対し、南軍旗を振らずに星条旗を振ってくれるよう要請している。2020年6月10日には、ジョージ・フロイド抗議運動を受けて、大会での南軍旗使用を全面的に禁止するという発表を行った。ドナルド・トランプ大統領はNASCARの南軍旗使用禁止を「NASCARの評価は最低ランクに落ちた」と批判した。
アメリカ軍内でも非白人が4割を占めるまでになっており、秩序と各人の威厳を保ち人種間の分断を避けるためにも南軍旗の放置ができなくなっていた。マーク・エスパー国防長官は2020年7月17日、アメリカ軍施設における南軍旗の使用を禁止する内部文書を発表した。ドナルド・トランプ大統領の抵抗を避けるために南軍旗の禁止という表現は取り下げたが、掲揚を許可される旗（国旗や州旗）を列挙することにより南軍旗を実質的に禁止した。

### ポップカルチャーにおける南部の旗
南軍旗はアメリカの映画やテレビドラマなどにしばしば登場するほか、多くのロックバンドなどが南部の誇りや社会への反逆の意思をこめて南軍旗を舞台に上げたりプロモーション・ビデオで使用したりしている。たとえばサザン・ロックの代表的なバンドの一つであるレーナード・スキナードは、ステージの背後に南軍旗を掲げていた。南部を中心に活躍したプロレスのユニット「ファビュラス・フリーバーズ」は入場の際に南軍旗を掲げており、客のほとんどが有色人種である日本遠征でもそのスタイルを踏襲した。

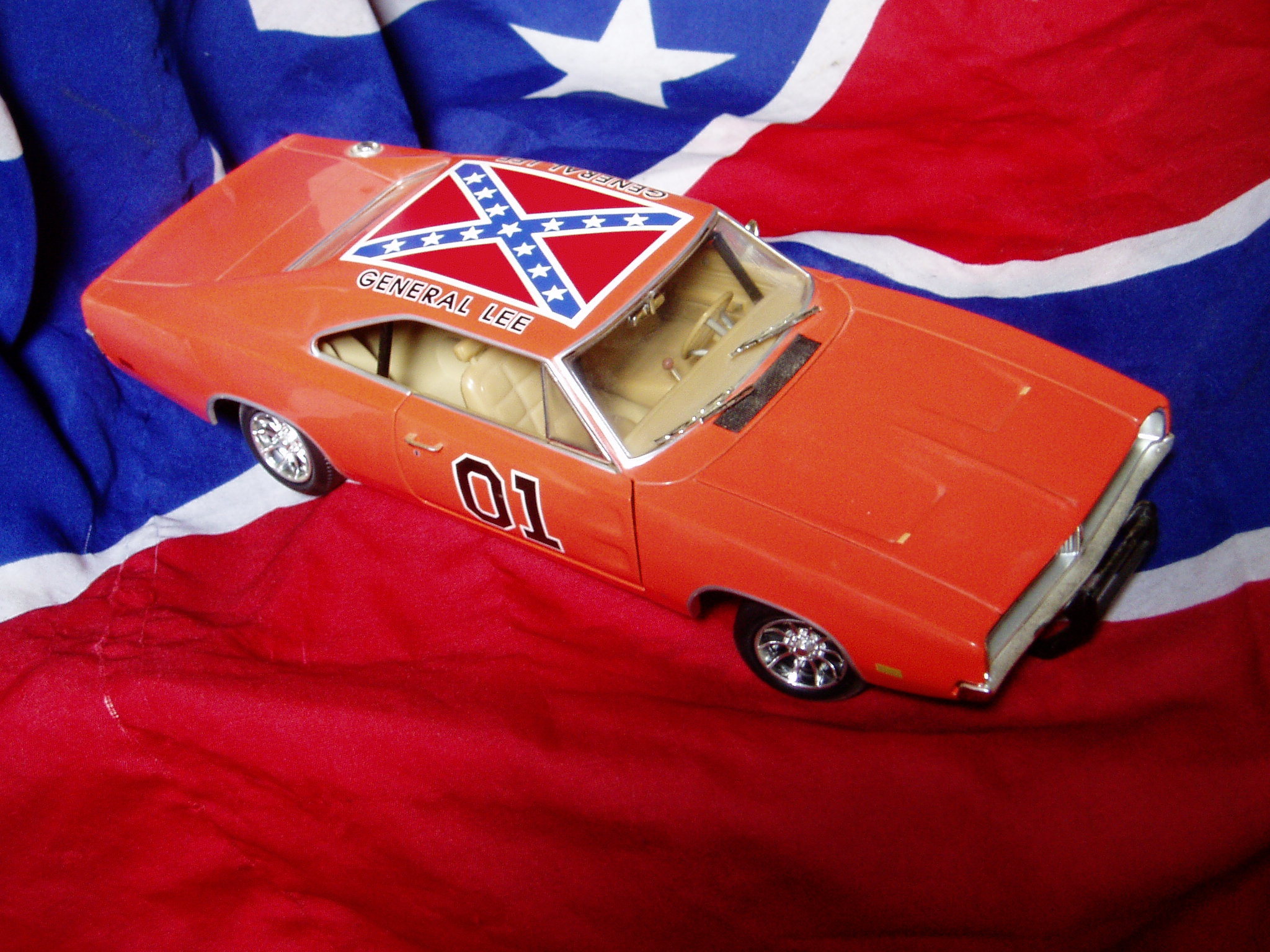
『ジェネラル・リー』（1:18模型）

南部の田舎を舞台にした人気テレビドラマ "The Dukes of Hazzard"（邦題: 『爆発!デューク』）が放送されていた1979年から1985年、主人公達の乗り回していた1969年型ダッジ・チャージャー『ジェネラル・リー』 ("General Lee") の屋根いっぱいにレベル・フラッグ（南部海軍旗）が塗られていたことは大きな話題にはならなかった。しかし同作が2005年の夏に映画化（邦題: 『デュークス・オブ・ハザード』）された際、製作者はストーリーの中でこの問題に直接言及せざるを得なくなった。『ジェネラル・リー』がアトランタ市内に入り、住民から複雑な反応を受けるシーンがある。あるドライバーからは「いい屋根だなレッドネック! 早く21世紀の仲間入りをしろよ!」「クランの集会に遅れたのか?」と冷やかされ、別のドライバーからは「南部はまた立ち上がるぞ!」と激励される。

### 州旗への使用

歴代ジョージア州旗

ジョージア州では1955年、州旗が南軍旗を含むデザイン（左側は青地に銀色の州章、右いっぱいに正方形の南軍旗）に変更され翌年採用された。これは多くの議論を呼び、2001年1月、新しいデザインが採用された。新しいデザインは青地に州章を金色で真中に配し、歴代の州旗を下に並べ、南軍旗の歴史的重要性を認識することを目的としながらも、実際には南軍旗をあしらった旧州旗は下の方に小さく描かれ目立たなくされていた。2002年、州の投票者の巻き返しがおき、当時の知事はこの問題で選挙に敗れ、1870年代のレコンストラクション以来初めて共和党の州知事が誕生した。2003年、州旗をめぐる議論がまだ続いていたため、州旗は再度デザインされなおした。今度の州旗は南軍旗の図柄を一切残さなかったかわり、アメリカ連合国の最初の国旗、『スターズ・アンド・バーズ』を適用したものだった。（赤、白、赤の横三色旗に、左上に青地を配している。ただし、青地の中は金色の州章。）2004年、今と前の2つの州旗のうちどちらがいいか州民投票が行われた。しかし、投票対象からは1956年からの南軍旗をあしらった州旗は除かれている。
| 左: 以前使用されていたミシシッピ州旗右: 2020年に制定されたミシシッピ州旗  |  | 左: 以前使用されていたミシシッピ州旗右: 2020年に制定されたミシシッピ州旗 |
| 左: 以前使用されていたミシシッピ州旗 右: 2020年に制定されたミシシッピ州旗 |  |                                                                          |

ミシシッピ州では1894年、州旗の一部に南軍旗があしらわれたが、以後奇妙な事態が発生した。1906年、州旗法は新しい州法典のミスから省略されてしまい、ミシシッピ州には公式な旗が存在しない事態になった。この省略は1993年、全国有色人種向上協会 (NAACP) が州旗に関して起こした訴訟で州最高裁が再審するまで判明しなかった。2000年、州知事はこの旗を公式に州旗とする命令を出した。さらに議論のあと決定は州民の側に戻され、2001年4月17日の州民投票で南軍旗をあしらった旗を州旗にし続けることとなる。その後も論争が続いたが、ジョージ・フロイド抗議運動後の2020年6月28日に州議会は州旗変更の法案を決定。7月1日に州知事が同法案に署名したことで、南軍旗をあしらった州旗は消滅することとなった。
ほかにもアラバマ州の州旗とフロリダ州の州旗は赤いX字型を含み、南軍旗の青いX型十字の名残とみなす人もいる。テネシー州の州旗の旗の配色やアーカンソー州の州旗も、赤地に青い菱形の帯をあしらい、白い星を並べたデザインが南軍旗との類似性を指摘されるときがある。

### 自動車のナンバープレート
南部のいくつかの州では、自動車の持ち主は州に対し、友愛団体「連合国軍退役軍人の息子たち (SCV; Sons of Confederate Veterans)」のシンボルマーク（南軍旗をあしらっている）を表示したナンバープレート（「ライセンス・プレート」）を請求できる。ノースカロライナ州の控訴裁判所は、1998年の判決でこの使用を是認した。判決は、「われわれは我ら市民の中に南部旗の掲示に敏感な人たちがいることを意識しなければならない。南部旗を州発行のプレートに掲示することが健全な公序良俗を代表しているかどうかは、この法廷のこの事件の争点ではない。これは州議会で話し合われるべき問題である。」と留意している。

## 参考書籍
- Coski, John M. (2005). The Confederate Battle Flag: America's Most Embattled Emblem. United States of America: First Harvard University Press. ISBN 978-0-674-01722-1
- Katcher, Phillip and Scollins, Rick. Flags of the American Civil War 1: Confederate. (Osprey Men-At-War Series), Osprey Publishing Company, 1993. ISBN 1-85532-270-6.
- Madaus, H. Michael. Rebel Flags Afloat: A Survey of the Surviving Flags of the Confederate States Navy, Revenue Service, and Merchant Marine. Flag Research Center, 1986, Winchester, MA. ISSN 0015-3370. (Eighty-page, all Confederate naval flags issue of "The Flag Bulletin," magazine #115.)
- Marcovitz, Hal. The Confederate Flag, American Symbols and Their Meanings. Mason Crest Publishers, 2002. ISBN 1-59084-035-6.
- Martinez, James Michael; Richardson, William Donald; McNinch-Su, Ron (2000). Confederate Symbols in the Contemporary South. Gainesville, FL: University Press of Florida. pp. 284–285. ISBN 0-8130-1758-0
- Preble, George Henry (1872). Our Flag: Origin and Progress of the Flag of the United States of America, with an Introductory Account of the Symbols, Standards, Banners and Flags of Ancient and Modern Nations. Albany: Joel Munsell. p. 414. OCLC 612597989. "as a people we are fighting to."
- Preble, George Henry (1880). History of the Flag of the United States of America: And of the Naval and Yacht-Club Signals, Seals, and Arms, and Principal National Songs of the United States, with a Chronicle of the Symbols, Standards, Banners, and Flags of Ancient and Modern Nations (2nd revised ed.). Boston: A. Williams and Company. p. 523. OCLC 645323981. "William Ross Postell Flag."
- Silkenat, David. Raising the White Flag: How Surrender Defined the American Civil War. Chapel Hill: University of North Carolina Press, 2019. ISBN 978-1-4696-4972-6.